# Бейдер, Александр Борисович
Алекса́ндр Борисович Бе́йдер (род. 1963, Москва) — французский лингвист-германист, специалист в области идиша, крупнейший современный учёный в области еврейской ономастики.
Автор этимологических словарей еврейских фамилий и имён, исследования по истории возникновения и развития идиша, а также ряда статей по общей методологии поиска этимологии имён собственных.

## Биография
Родился в Москве, в семье, ведущей происхождение из Киевской губернии. В 1986 году окончил Московский физико-технический институт. В 1989 году там же защитил кандидатскую диссертацию в области прикладной математики по теме «Статистический анализ ДН ФАР при дискретных законах распределения амплитудных и фазовых ошибок».
В годы работы над диссертацией заинтересовался происхождением фамилий евреев России и начал работу над своей первой книгой «Словарь еврейских фамилий из Российской империи», которая впоследствии была выпущена американским издательством «Avotaynu» на английском языке.
В 1990 году он переехал с семьёй в Париж, где продолжил работу в области антропонимики и иудаики. В 1999 году защитил в Сорбонне диссертацию на тему «Имена ашкеназских евреев: история и миграции (XI—XIX века)».
Начиная с 1993 года, издал серию словарей большого формата по еврейским фамилиям из Российской империи (1993, около 50 тысяч лексических единиц), Праги (XV—XVIII века) (1995, 800 лексических единиц), Царства Польского (1996, 32 тысячи лексических единиц), Галиции (2004, 35 тысяч лексических единиц), а также два словаря ашкеназских личных имён (2001 и 2009, 15 тысяч лексических единиц), с детальной индексацией, обширным научным и методологическим аппаратом. Второе, двухтомное издание словаря еврейских фамилий из Российской империи (2008) включает 74 тысячи лексических единиц. Впоследствии были изданы также ономастические словари еврейских фамилий из Магриба, Гибралтара и Мальты (2017) и из Италии, Франции и «португальских общин» (2019).
За свои работы в области еврейской ономастики, включая указанные словари, в 2004 году был награждён премией Международной Ассоциации Еврейских генеалогических обществ (IAJGS) в номинации «За выдающийся вклад в еврейскую генеалогию».
Совместно со Стивеном Морзе разработал алгоритм фонетического сопоставления имён Бейдера — Морзе.
В 2015 году в издательстве Оксфордского университета опубликована монография Бейдера «Origins of Yiddish Dialects» по истории возникновения и развития диалектов идиша, в которой прослеживается независимое возникновение восточного и западного диалектов этого языка в XV—XVI веках, рассматриваются многочисленные факторы, которые способствовали наличию у них общих элементов и исследуется хронология появления их поддиалектов. Ряд публикаций посвящены изучению миграций ашкеназских еврейских общин на основе ономастических данных.

## Ономастические словари
- Beider, A. A Dictionary of Jewish Surnames from the Russian Empire (словарь еврейских фамилий из Российской империи). Teaneck, NJ: Avotaynu, 1993. — 760 стр. — ISBN 0-9626373-3-5; второе, расширенное издание в 2-х тт. — Bergenfield, NJ: Avotaynu, 2008. — Т. 1 (1040 стр.), т. 2 (190 стр).[11]
- Beider, A. Jewish Surnames from Prague (15th—18th centuries) (еврейские фамилии из Праги XV—XVIII века). Teaneck, NJ: Avotaynu, 1995. — 46 стр.[12] — ISBN 978-0962637353
- Beider, A. A Dictionary of Jewish Surnames from the Kingdom of Poland (словарь еврейских фамилий из Царства Польского). Teaneck, NJ: Avotaynu, 1996. — 570 стр.[13] — ISBN 0962637394 (отмечен премией «Best Judaica Reference Book Award» за 1996 год)
- Beider, A. A Dictionary of Ashkenazic Given Names: Their Origins, Structure, Pronunciation, and Migrations (словарь ашкеназских личных имён: их происхождение, структура, произношение и миграции). Bergenfield, NJ: Avotaynu, 2001. — 682 стр.[14] — ISBN 1-886223-12-2
- Beider, A. Dictionary of Jewish Surnames from Galicia (словарь еврейских фамилий из Галиции). Bergenfield, NJ: Avotaynu, 2004. — 624 стр.[15] — ISBN 188622319X
- Beider, A. A Handbook of Ashkenazic Given Names and Their Variants (справочник ашкеназских личных имён и их вариантов). Teaneck, NJ: Avotaynu, 2009. — 235 стр.[16] — ISBN 1886223432
- Beider, A. A Dictionary of Jewish Surnames from Maghreb, Gibraltar, and Malta (словарь еврейских фамилий из Магриба, Гибралтара и Мальты). New Haven, CN: Avotaynu, 2017. — 714 стр.[17] — ISBN 9780998057118
- Beider, A. A Dictionary of Jewish Surnames from Italy, France and «Portuguese» Communities (словарь еврейских фамилий из Италии, Франции и «португальских» общин). New Haven, CN: Avotaynu, 2019. — 882 стр.[18] — ISBN 978-0998057187

## Другие работы
- Beider, A. Origins of Yiddish Dialects (происхождение диалектов идиша). Oxford University Press, 2015. — 648 pp.[19]
- Beider, A. & Morse, S. P. Beider-Morse Phonetic Name Matching (метод фонетического сравнения Бейдера-Морзе: альтернатива Soundex с меньшим количеством ложных соответствий). — Avotaynu: The International Review of Jewish Genealogy, Summer 2008. — 24/2, pp. 12–18.[20]
- Beider, A. Scientific Approach to Etymology of Surnames (научный подход к этимологии фамилий). // Names: A Journal of Onomastics 53: 2005. — pp. 79–126.[21]
- Beider, A. Jewish Family Names. In P. Hanks (ред.), Dictionary of American Family Names. New York: Oxford University Press. LXXVI—LXXXI, 2003.[22]
- Beider, A. Les prénoms des juifs ashkénazes: histoire et migrations (личные имена ашкеназских евреев: история и миграции). Thèse soutenue à l’École Pratique des Hautes Études. Section des Sciences Religieuses sous la direction de Gérard Nahon: Paris, 1999. — 514 p. (фр.)[23]